# Gizmo (álbum)
Gizmo es el segundo álbum de estudio de la cantautora estadounidense Tanukichan. Fue publicado el 3 de marzo de 2023 a través de Company Records.

## Promoción
El sencillo principal del álbum, «Make Believe», fue publicado el 20 de octubre de 2022. El 17 de noviembre de 2022, la cantante anunció su segundo álbum de estudio, GIZMO, junto con el lanzamiento del sencillo «Don't Give Up». Un tercer sencillo, «Thin Air», se lanzó el 19 de enero de 2023. El cuarto y último sencillo, «Take Care», se publicó el 16 de febrero de 2023.

## Recepción de la crítica
Amoeba Music describe Gizmo como “una escucha ideal para nuestros tiempos a veces turbulentos”. El crítico de Northern Transmissions, Greg Walker, le otorgó una calificación de 7.8/10 y comentó: “Es un disco maduro, que puedes poner de fondo y disfrutar, o sumergirte un poco más”. Lizzie Manno, contribuidora de la revista Paste, elogió la interacción entre guitarras y sintetizadores como “una de las mayores fortalezas” del álbum. El crítico de la revista FLOOD, Devon Chodzin, calificó el álbum como “hermoso” y “grandilocuente”.

## Lista de canciones
Todas las canciones escritas y compuestas por Hannah van Loon y Chaz Bear. 
| Lista de canciones de Gizmo |                    |          |  |
| N.º                         | Título             | Duración |  |
| 1.                          | «Escape»           | 2:19     |  |
| 2.                          | «Don't Give Up»    | 1:52     |  |
| 3.                          | «A Bad Dream»      | 2:33     |  |
| 4.                          | «Been Here Before» | 2:21     |  |
| 5.                          | «Make Believe»     | 2:40     |  |
| 6.                          | «Like You»         | 2:48     |  |
| 7.                          | «Thin Air»         | 3:34     |  |
| 8.                          | «Nothing to Lose»  | 2:41     |  |
| 9.                          | «Take Care»        | 3:47     |  |
| 10.                         | «Mr. Rain»         | 4:33     |  |